# Хематит
Хематитът е минерал с непрозрачен черен или червеникаво-кафяв цвят и метален блясък, съдържащ около 70% желязо. Името му произлиза от гръцкото αίμα, айма, в превод кръв. Използван е още от древните египтяни за различни декоративни предмети и украшения, а стрит на прах е използван за червеникав пигмент в бои, откъдето е и името му.
Основни находища на хематит има в Северна Америка, Бразилия, Квебек и Лабрадор.

## История
Хематитът е познат от древни времена. Той е бил известен, като камък на магьосниците, тъй като се смятало, че камъкът защитава от магии и поглъща всички лоши вълни, насочени срещу неговия собственик. Тъй като се е вярвало, че хематитът дава неуязвимост, той се е използвал като защитен амулет срещу нападение и раняване, а индианците дори са разкрасявали телата си с хематитен прах преди битка.